# Гадяцька сорочка
Гадяцька сорочка – жіноча вишита сорочка з міста Гадяч. Особливістю сорочки є використання ниток рідкісного синього (індиго) кольору. Та сині нитки можна було придбати на базарах Гадяча. Традиція і технологія вишивки жіночої сорочки на Гадяччині внесена у список Нематеріальної культурної спадщини України.

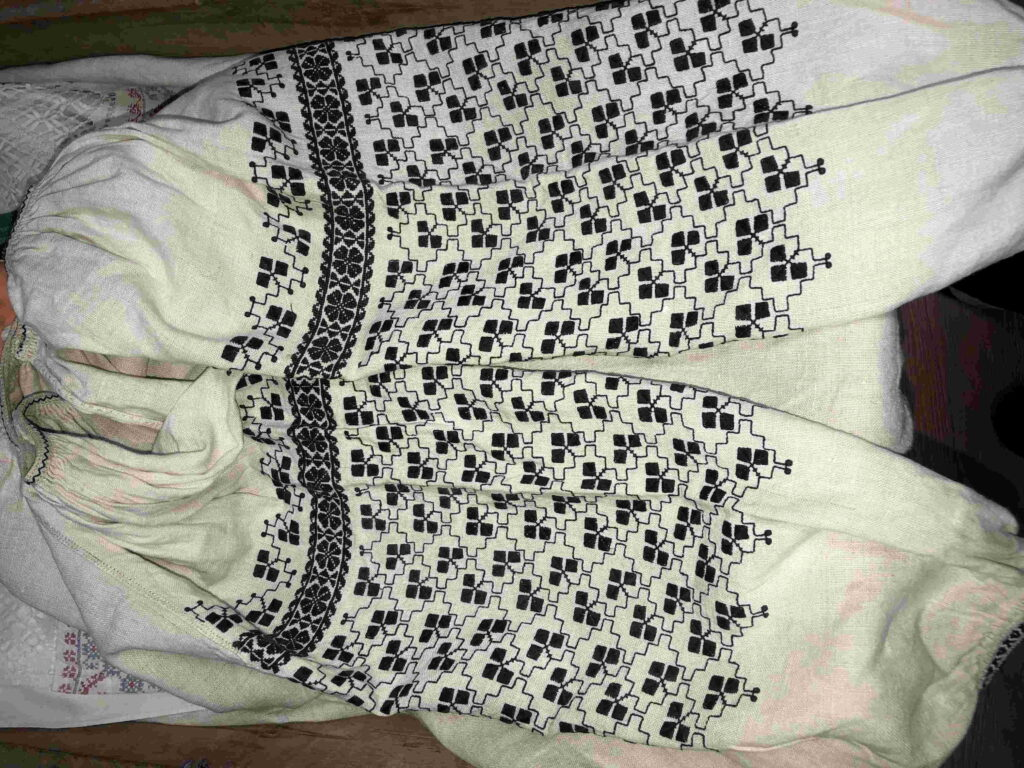
Гадяцька сорочка

Нині такі сорочки знавці давнього одягу називають гадяцькими. Однак колись їх знали за зовсім іншою назвою. "Жидівки" – саме так називали сорочки із синіми орнаментами.  Барвники  індиго з Індії привозили єврейські купці. Саме тому жителі Гадяччини почали називати свої сорочки "жидівками", а нитки – "жидівськими".  Сорочка – "жидівка" була характерною для сіл Лисівка, Плішивець, Броварки, Вельбівка, Хитці, Книшівка. У вишивці поєднувалися рослинні та геометричні орнаменти. В одній сорочці може використовуватися до десяти різних технік: вирізування, або лиштва, або низинка, протяганка, набирування, "пухлики", лічильна гладь (лиштва), настилування. Не використовувалась техніка вишивки хрестиком 
Мені подарували альбом Олени Пчілки, там я повністю побачила схеми гадяцької сорочки, тобто, рід Драгоманових шив і мав такі вишиванки. Дізналася, що у Канаді у приватній колекції є вишита Оленою Пчілкою гадяцька сорочка. Тоді я відчула таке піднесення, потім ми знайшли в районі носіїв елементу та сорочки. Кожен виріб досліджували, дізнавалися його історію, і в 2020-му році вдалося реалізувати наш першу мрію”, – каже Лариса Труш, начальниця відділу культури і туризму Гадяцької міськради.
Давні гадяцькі сорочки є у колекціях музеїв, зокрема у Гадяцькому історико-краєзнавчому музеї. 